# ملانقطی
مُلّانُقَطی یا ملا لغتی کنایه از کسی است که به املای دقیق و تحت‌اللفظی واژه‌ها بیشتر از معنای آن‌ها توجه می‌کند. همچنین در اصطلاح، کنایه از کسی است که به جزئیات رسوم و آداب قانون یا قاعده یا رسمی پایبند و مقید است و تا رعایت نشود، امر را ناقص می‌شمارد حتی اگر که همهٔ آن موارد برای صحت امر ضروری نباشد. این اصطلاح، به‌اشتباه، به صورت «مُلالُغَتی» نیز نگاشته می‌شود.

## کاربردها
محمدابراهیم باستانی پاریزی استاد زبان و ادبیات فارسی دانشگاه تهران، ترجمه‌های ملانقطی از شاهنامه و مثنوی معنوی توسط ایرانیان مقیم آمریکا و اروپا را باعث کاسته شدن از قدرت نفوذ این آثار دانسته بود که برعکس شیوهٔ ادوارد فیتزجرالد در ترجمهٔ رباعیات خیام به زبان انگلیسی است. محمدرضا ترکی، یک استاد زبان و ادبیات فارسی در دانشگاه تهران، ملانقطی را مترادف با «بی‌خبر از درک درست متون ادبی و زیبایی‌های آن»، و میلاد عظیمی، دیگر استاد زبان و ادبیات فارسی دانشگاه تهران، آن را مترادف با «پایبندی به ترجمهٔ دقیق و لفظ به لفظ» به کار برده‌اند.
نادر شایگان‌فر، استاد دانشگاه هنر اصفهان، فلسفهٔ کانت را «ملانقطی‌وار» خوانده زیرا که معتقد است که نگاه کردن از دریچهٔ فلسفهٔ کانت باعث می‌شود که از زیبایی‌های بخش اعظم جهان محروم شود.

## پی‌نوشت‌ها